# عمر الحربي
عمر نفاع الحربي لاعب كرة قدم سعودي ، يلعب كلاعب وسط.

## مسيرة اللاعب
لعب في نادي الغزوة ونادي الذهب.